# Проповеди Органья
Проповеди Oрганья (кат. Homilies d'Organyà) — один из литературных памятников древности, представляющий собой фрагмент древнего документа, одного из немногих известных сочинений на каталонском языке. Из-за древности документа трудно провести чёткую грань между вульгарной латынью и романским вариантом каталонского языка. Исследователи относят данный текст к концу XI века или началу XII века, в нём записаны шесть проповедей, в которых комментируются несколько евангелий и эпистол.
Документ датируется 1080—1095 годами. И хотя существуют и другие, более древние, тексты на каталонском языке (среди них фрагмент перевода Forum iudicum (сер. XI в.), феодальной клятвы 1028 года), данные письменные свидетельства гораздо более краткие. «Проповеди» были найдены в часовне Органья (Альт-Уржель) в 1904 историком и юристом, доктором Хуакимом Мирет и Санс.
Оригинал «Проповедей» хранится в Библиотеке Каталонии, в то время как в Органья выставляется копия.